# Économie de la Californie

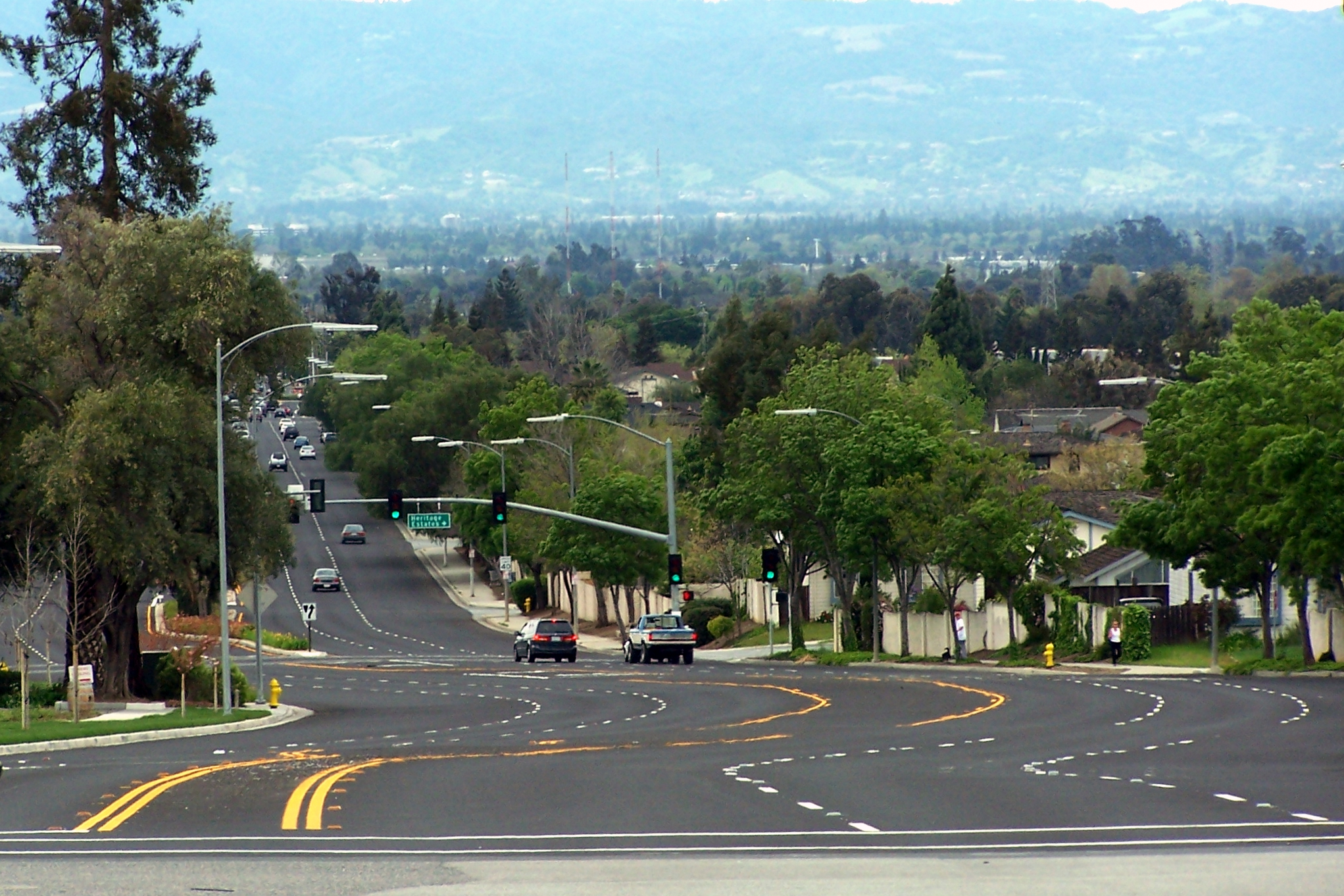
La Silicon Valley (« vallée du silicium »), pôle des industries de pointe d'envergure mondiale situé dans la partie sud de la région de la baie de San Francisco (Bay Area).

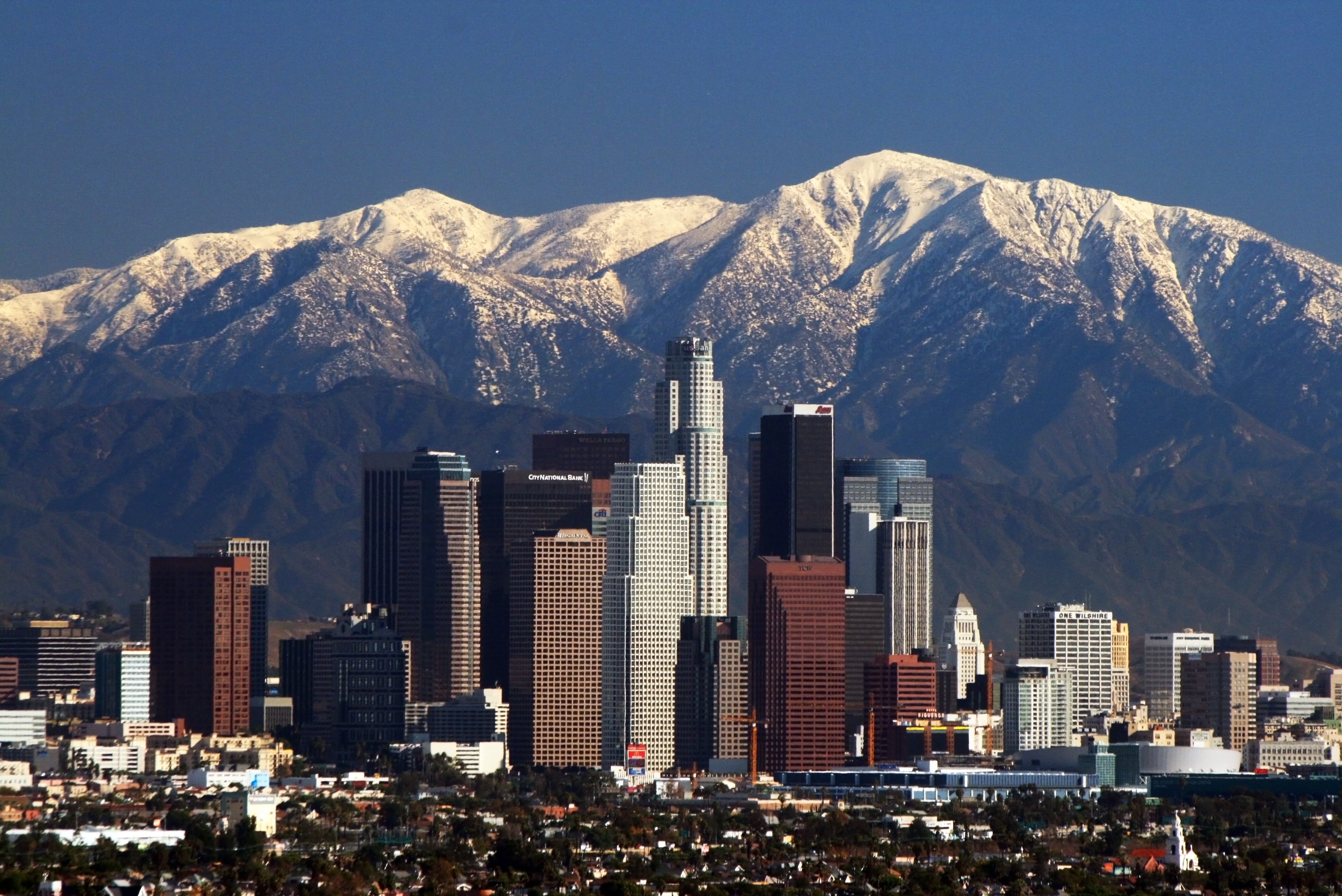
Le centre des affaires de Los Angeles (Downtown Los Angeles).

L'économie de la Californie représente 14,5 % du PIB des États-Unis en 2018, niveau qui ferait de cet État, s’il était indépendant, la 5e puissance économique mondiale.
Avant la crise de 2008-2009, le taux de chômage était inférieur à la moyenne nationale et s'établissait à 4,8 % en mars 2006. Depuis, il a fortement augmenté pour atteindre 11,2 % en juin 2009.[réf. nécessaire]. Au 3 février 2020 ce taux s'établissait à 3.9%.
La réussite économique repose sur des industries de pointe, une agriculture performante, une population nombreuse et en croissance continue. En outre la Californie, proche de la frontière mexicaine, profite du système des maquiladoras et d'une main-d'œuvre peu coûteuse.
Cependant, le modèle de développement californien est remis en cause dans une perspective de protection de l'environnement : les Californiens ont pris conscience des gaspillages énergétiques, des importants prélèvements en eau notamment pour l'agriculture ainsi que de la pollution industrielle.

## Historique

### Économie traditionnelle jusqu’en 1848
Durant la période précolombienne, les Amérindiens de Californie vivaient de la pêche et du ramassage des coquillages sur la côte, de l’agriculture et de la chasse à l’intérieur des terres. Dans la deuxième moitié du XVIIIe siècle, les Espagnols développent l’agriculture et l’artisanat notamment dans le cadre des missions. Au siècle suivant, la Californie représente un enjeu commercial entre les grandes puissances coloniales européennes. Ainsi, les Russes, intéressés par la traite des fourrures, installent des comptoirs au nord de l’État. Des coureurs des bois explorent les montagnes. Après l’indépendance du Mexique en 1821, les missions sont dissoutes et leurs terres partagées entre les colons (ranchos) qui pratiquent surtout l’élevage.

### La ruée vers l’or

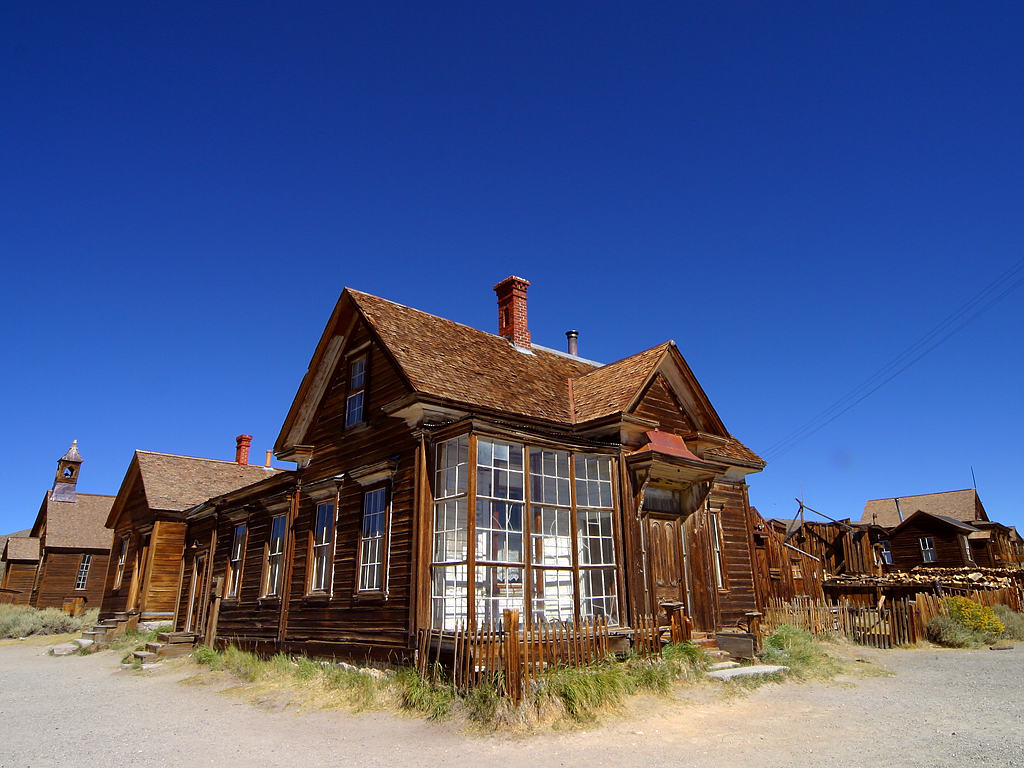
Bodie, une ville fantôme, abandonnée après la ruée vers l’or.

1848 marque un tournant dans l’histoire économique de la Californie, d’abord parce que la région est annexée par les États-Unis. La Californie devient un État des États-Unis deux ans plus tard. Ensuite, la ruée vers l’or attire des mineurs et des aventuriers américains ou européens et marque le début d’une importante croissance démographique et économique. L'agriculture se développe à grande échelle : dans les années 1870 et 1880, la Californie se place en tête des États en ce qui concerne la production de blé.
On bâtit rapidement de nouvelles routes, des écoles et des églises. Entre 1847 et 1870, la population de San Francisco passe de 500 à 150 000 personnes. L'accroissement des richesses et de la population conduit à l'amélioration des voies de communications entre la Californie et la côte Est des États-Unis. La construction de la Panama Railway, qui traverse d'un bout à l'autre l'isthme de Panama, s'achève en 1855. Les bateaux à vapeur, dont ceux de la Pacific Mail Steamship Company, commencent un trafic régulier entre San Francisco et le Panama. Toutes les autres industries, dont le tourisme, profitent de l’arrivée des trains et du percement du canal de Panama. L'image de la Californie demeure liée à celle de la ruée vers l'or et de la possibilité de faire fortune rapidement.

### Industrialisation de la Californie

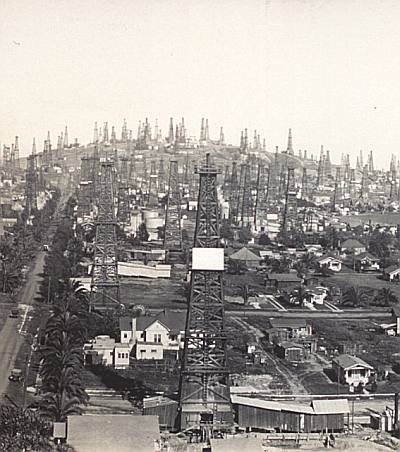
Exploitation du pétrole à Signal Hill, près de Los Angeles.

En 1869, l'achèvement du premier chemin de fer transcontinental, financé en partie par les bénéfices de la ruée vers l'or, relie la Californie au centre et à l'est des États-Unis.
Au début du XXe siècle, du pétrole est découvert dans le comté de Los Angeles, puis dans d’autres régions de la Californie : il devient rapidement l’industrie la plus rentable de la Californie du Sud et attire les nouveaux arrivants. Entre 1900 et 1936, la Californie est l’État américain qui produit le plus de pétrole. Les premières décennies du XXe siècle voient en même temps la naissance des compagnies du cinéma. Parmi celles-ci, la MGM, Universal et Warner Brothers achètent toutes des terres à Hollywood qui va progressivement devenir le centre majeur de l’industrie cinématographique américaine.
La Grande Dépression atteint la Californie dans les années trente : en 1931, le chômage concerne plus de 700 000 personnes, dont la moitié pour le seul comté de Los Angeles. Dans les années 1940, un virus détruit une grande partie des plantations d’agrumes.
La croissance en Californie reprend ensuite progressivement, plus vite que dans le reste du pays, principalement grâce à l’agriculture et à l'apparition d'industries de défense. Avec son climat méditerranéen, sa terre peu chère, et sa grande variété de paysages, elle attire alors beaucoup de touristes américains. La Lincoln Highway, la première route transcontinentale d’Amérique construite pour les véhicules motorisés, achevée en 1913, est un facteur clé du développement de l’industrie et du tourisme dans l’État : elle relie en effet New York à San Francisco ; des effets similaires suivent la création de la route 66 en 1926 : en 1940, la voiture est à la fois un composant essentiel et un symbole de la Californie. Au début des années 1930 le secteur du show-business a étendu son empire sur la radio et, au milieu du siècle, la Californie du sud est devenue un centre majeur de la production télévisée : elle accueille de nombreuses chaînes et des réseaux comme la NBC et CBS. En 1947 sa production agricole dépasse celle des autres États américains.

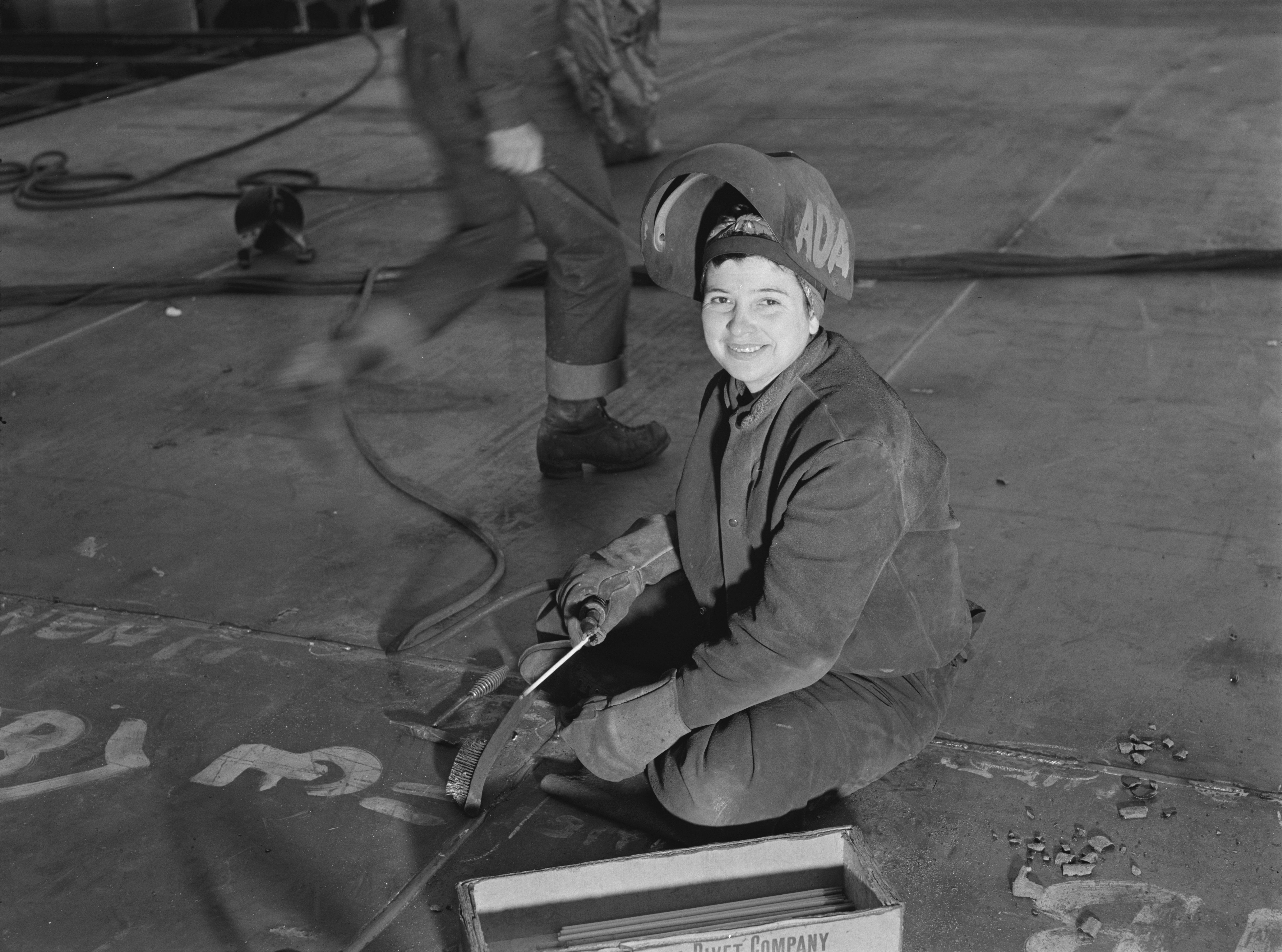
"Wendy the Welder" contribuant à l'effort de guerre aux chantiers navals Kaiser de Richmond.

Durant la Seconde Guerre mondiale l’État prend son importance dans l’effort de guerre : de nombreuses bases d’entraînement sont établies en Californie (surtout au sud), dont l’industrie aéronautique, qui compte 300 000 travailleurs répartis entre des entreprises comme Douglas Aircraft Company ou Lockheed, est la première du pays. San Diego, Long Beach et la baie de San Francisco accueillent le gros des chantiers navals du pays. Les liberty ships et les victory ships sont produits en masse. L’afflux de main d’œuvre stimule le secteur de la construction.
Après la guerre, l’immobilier remplace les industries du pétrole et de l’agriculture comme principal domaine d’activité en Californie du Sud. L'État se modernise et son économie se développe : à Los Angeles, la première autoroute de tout l'Ouest américain, la 110 Freeway, est achevée en 1953, et, en 1955, Disneyland ouvre à Anaheim.
Pendant les Trente Glorieuses, le « Golden State » vit une expansion commerciale et industrielle sans précédent. L’adoption d’un Master Plan for Higher Education en 1960 permet le développement d’un système d’éducation publique très efficace à travers l’université de Californie et l’université d’État de Californie. Par cette création de main-d’œuvre éduquée, la Californie attire les investisseurs, particulièrement dans les secteurs liés à la haute technologie. Elle reçoit des fonds fédéraux pour la recherche et développement.

### Haute technologie et économie post-industrielle

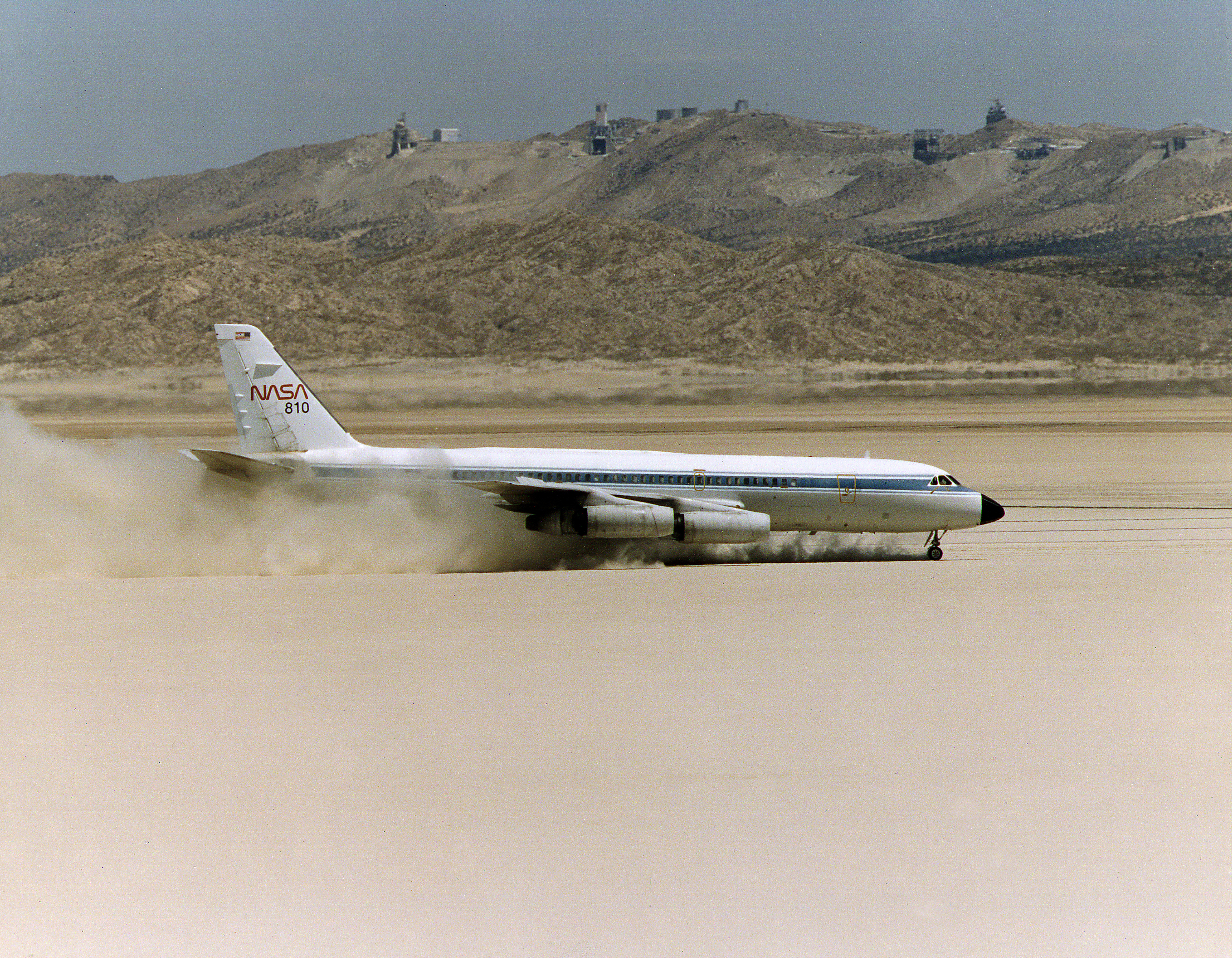
Le Dryden Flight Research Center de la NASA, sur la Base Edwards, en Californie du Sud.

Les années 1970 voient le développement des industries de haute technologie dans la Silicon Valley. La Californie, comme le reste de la Sun Belt profite alors du relatif déclin industriel du Nord-Est des États-Unis. L'emploi industriel passe de 260 000 en 1937 à 722 000 dix ans plus tard. L’internationalisation de l’économie et la croissance des NPI d’Asie orientale stimulent les échanges : la Californie devient une interface de premier plan et les ports à conteneurs grandissent. Dès 1965, elle dépasse l’État de New York pour les exportations de produits manufacturés.
Avec la fin de la guerre froide et les difficultés des compagnies aériennes, les effectifs industriels commencent à baisser. Les industries aéronautiques subissent un déclin relatif dans les années 1990. Aujourd’hui, la puissance industrielle californienne est comparable à celle des petits pays européens. Elle devance tous les autres États américains. Mais dans le contexte de la mondialisation, elle subit la concurrence d’autres foyers notamment asiatiques (Bangalore par exemple). La crise des hautes technologies s’est manifestée par des pertes d’emplois, notamment dans la Silicon Valley en 2001-2003.

## Les atouts de l'État le plus riche des États-Unis

### Une économie puissante, dynamique et attractive

Évolution du PIB en Californie.

En 2018, la Californie a contribué pour 14,5 % au produit intérieur brut des États-Unis, à hauteur de 3 000 milliards de dollars (sur un total d’un peu plus de 20 000 milliards de dollars). C’est légèrement supérieur aux économies du Royaume-Uni, de la France et de l’Inde (qu’elle a dépassées en 2015). Si elle avait été indépendante, elle aurait constitué la 5e économie mondiale — devancée seulement par le reste des États-Unis, la Chine, le Japon et l’Allemagne —, niveau qu’elle avait déjà atteint dans les années 1980[réf. nécessaire].
Les secteurs économiques qui contribuent le plus à cette richesse sont l'immobilier, le gouvernement et les industries.
En Californie, les salaires ont augmenté de 22,7 % en moyenne entre 2001 et 2007. La Californie a créé 7 % d’emplois supplémentaires entre 2001 et 2007.
La croissance économique de la Californie (33,9 % entre 2001 et 2006) est supérieure à celle des États-Unis (30,4 % sur la même période).
La Californie attire 14 milliards de dollars d’investissements en capital risque (2008). Elle se classe au premier rang des États américains pour l’implantation d’entreprises étrangères et pour les IDE. Les trois principaux investisseurs sont le Japon, le Royaume-Uni et les Pays-Bas. L’État possède l’une des plus importantes concentrations de banques internationales et de consulats. Les filiales d’entreprises étrangères emploient quelque 542 600 Californiens. Toyota est présent à Newport Beach depuis 1973 et à Torrance.
Sur 93 665 brevets déposés en 2007 aux États-Unis, 22 594 le furent en Californie, soit 24 % du total américain.

### Ressources naturelles et avantages géographiques
Les explications de la puissance californienne sont diverses : la Californie dispose de ressources naturelles abondantes : les minerais et le bois servent de matière première. Les fleuves et les hydrocarbures sont des sources d’énergie. Les upwellings sont à l’origine d’une faune aquatique riche qui alimente le secteur halieutique. L’histoire a également favorisé l’État : la Californie s’est enrichie au XIXe siècle grâce à la ruée vers l’or et au développement agricole. Au XXe siècle, la découverte du pétrole et les innovations (cinéma, informatique) ont hissé la région aux plus hauts niveaux mondiaux. Enfin, la situation de la Californie, sur l’océan Pacifique, a donné lieu à un intense trafic maritime avec le Japon et depuis peu la Chine. Depuis les années 1860, des liaisons ferrées relient la côte ouest aux foyers urbains et industriels du Nord-Est des États-Unis. La réussite économique est favorisée par des infrastructures efficaces : les ports de Los Angeles et de Long Beach sont les deux premiers de l'État et des États-Unis, et facilitent les exportations et le commerce avec l'Amérique du Sud et l'Asie. La proximité avec le Mexique est aussi un avantage : les Mexicains occupent souvent les postes peu qualifiés dans l'agriculture, l'industrie et les services. La frontière constitue une zone importante de production et d'échanges dans le cadre de l'ALENA.

### Démographie et structure de la population active
La Californie est l'État américain le plus peuplé avec 38 millions d'habitants en 2014 et représente un grand marché de consommation. C'est également l'État qui connaît la croissance démographique la plus forte : entre 1980 et 2000, le nombre d'habitants a augmenté de 10 millions soit 40 %. La population californienne a augmenté de 5 % entre 2001 et 2007.
Cette dynamique démographique est alimentée par l'immigration, qui a toujours fourni une main d'œuvre bon marché : chercheurs d'or de la ruée vers l'or (1849-1852), coolies d'Asie venus reconstruire San Francisco après le tremblement de terre de 1906, fermiers du Middle West chassés par la crise économique des années 1930, Latinos-Américains d'aujourd'hui. Actuellement, la Californie absorbe 30 % de l'immigration aux États-Unis. Les migrants sont surtout d'origine latino-américaine et asiatique : l'État reçoit la moitié des Mexicains, des Philippins et des Vietnamiens arrivant sur le sol américain.

Une population multiethnique.

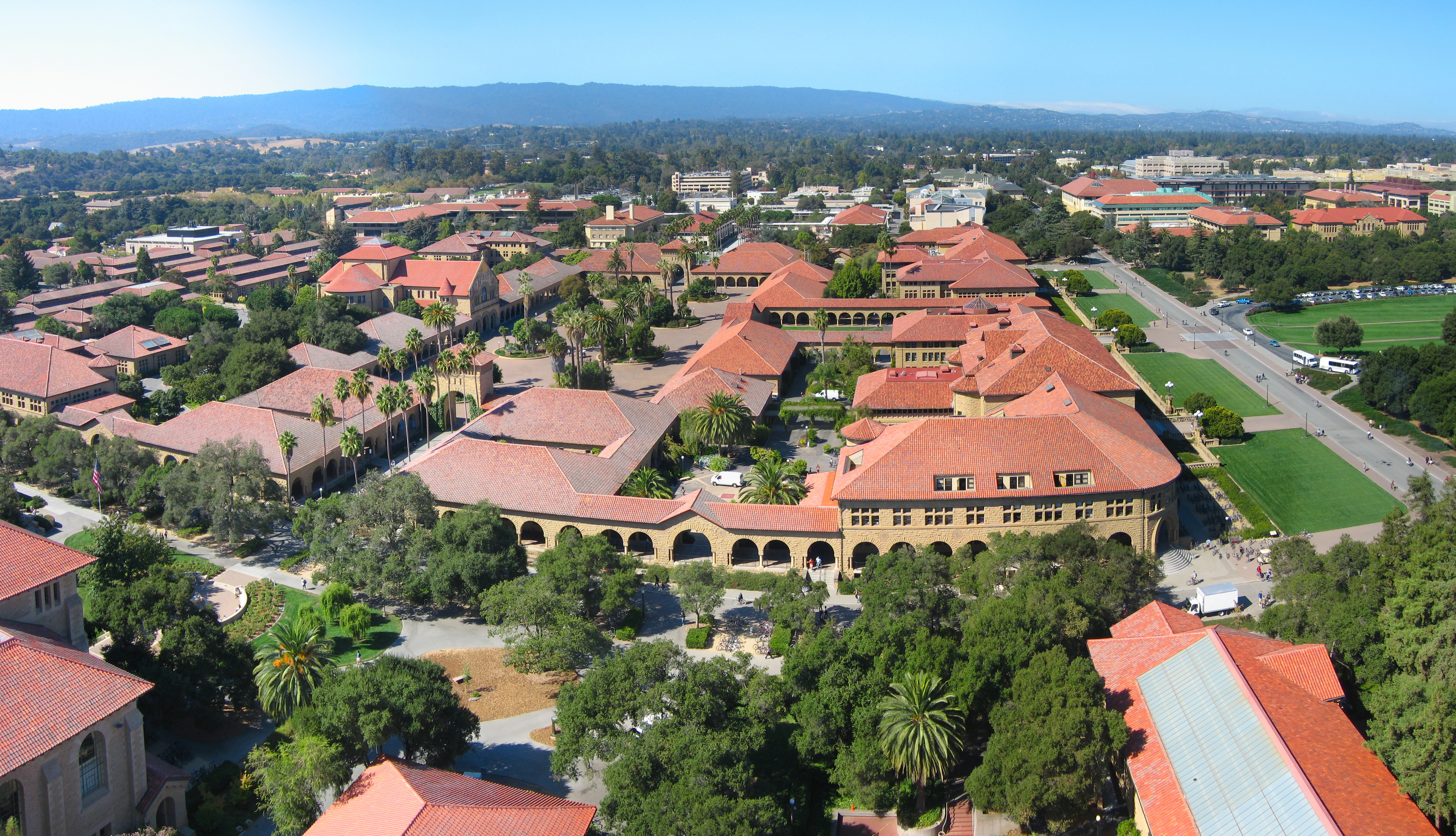
Vue du campus de l'université Stanford, en Californie.

Ces flux d'immigration ont formé une société composite ; d'après les données démographiques du gouvernement des États-Unis, la composition de la population californienne est :
- Blancs (Caucasiens) : 49 % (contre 69 % sur l'ensemble du pays) ;
- Latinos-Américains : 31 % ;
- Noirs (Afro-Américains) : 12 % ;
- Asiatiques : 8 %.

Globalement, la population californienne a un haut niveau de vie : le revenu par habitant est de 41 805 $ (2007) ; 9,3 % des familles californiennes vit sous le seuil de pauvreté (2007). Dans le secteur privé, le salaire moyen est de 49 935 $ (2007).
La main d’œuvre est abondante (18,1 millions en 2007) et jeune. Le Département des finances de l'État de Californie donne les statistiques suivantes, pour mars 2006 : 
- Secteur secondaire : 2 454 900 emplois
- Hautes technologies (comptées à part) : 870 800 emplois
- Secteur tertiaire : 12 501 400 emplois

La population est globalement qualifiée : 80,2 % des Californiens de plus de 25 ans ont au moins un diplôme du secondaire (2007). 29,5 % des plus de 25 ans ont au moins un diplôme de l’enseignement supérieur (2007). Les universités prestigieuses (Berkeley, Stanford...) et les travailleurs qualifiés sont à la base du succès économique. La Californie fait partie de la Sunbelt, cette région du sud des États-Unis qui attire les cols blancs américains. L’État profite également du brain drain (fuite des cerveaux).
Le chômage est très faible dans les comtés d'Orange (entre Los Angeles et San Diego), Marin et San Mateo (agglomération de San Francisco). Avec la crise économique, il est monté à plus de 20 % dans les comtés de Trinity (21,7 %), de Colusa (25,2 %) et d’Imperial (27 %)(mars 2009).
Les agglomérations les moins touchées par le chômage sont celles de Santa Ana-Anaheim-Irvine, Napa et San Francisco ; les plus touchées sont celles de Merced, El Centro et Yuba City.
L'université de Californie emploie a elle seule 86 300 personnes.

Structure de la population active en 1950.
Structure de la population active en 2007.
Évolution du chômage en Californie et aux États-Unis.

### Des entreprises dynamiques
96,3 % des entreprises californiennes emploient moins de 50 salariés (chiffre 2009).

## Défis et difficultés actuels

### Crise économique
La crise économique frappe la Californie depuis 2008 : en juin 2009, 2,1 millions de personnes sont sans emploi et le taux de chômage s’élève à 11,2 % de la population, soit 2 points de plus que la moyenne nationale. Le bâtiment et la construction sont particulièrement touchés : entre mars 2007 et mars 2008, le nombre d’emplois dans ce secteur a diminué de 9,1 %.
Ensuite, le budget 2009-2010 de l’État de Californie est déficitaire de 26,3 milliards de dollars. La loi budgétaire adoptée par les deux assemblées du congrès californien en juillet 2009 prévoit une diminution des dépenses de 15 milliards de dollars en réduisant notamment le salaire des fonctionnaires.

### Dégradation de l’environnement

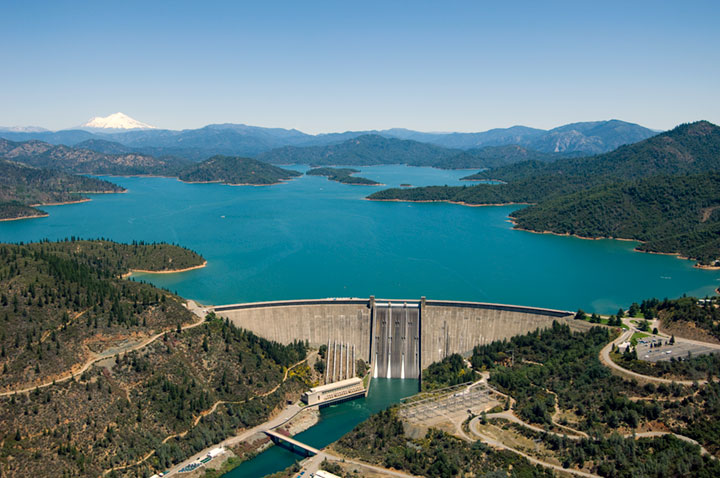
Le barrage Shasta.

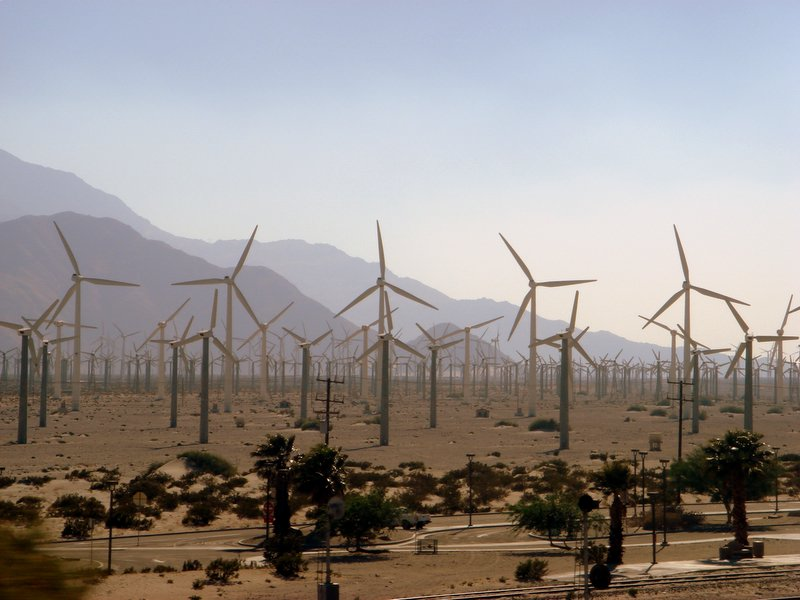
Ferme éolienne près de Palm Springs.

L'agriculture utilise massivement l'eau pour l'irrigation depuis très longtemps. C'est ainsi que de nombreux aqueducs ont été construits :
- pour le Central Valley Project, au début du XXe siècle : la vallée située à l'est de San Francisco est irriguée par captation des eaux de la Sacramento et de la San Joaquin ;
- petit à petit, les villes de San Francisco, San Diego et de Los Angeles ont racheté les droits d'irrigation des agriculteurs afin d'alimenter leur réseau d'eau potable ;
- la vallée d'Hetch Hetchy a été ennoyée par un barrage en 1923 afin de constituer un réservoir pour San Francisco ;
- la croissance de Los Angeles exigeant toujours plus d'eau, un aqueduc fut construit à partir du lac Owens (naturel) ;
- le fleuve Colorado est aussi mis à contribution : le barrage Hoover est construit à partir de 1930 et est reliée à Los Angeles par un aqueduc de 250 km de long construit dans les années 1940 ; cet aqueduc alimente également des cultures en plein désert ; cinq autres barrages, dont le barrage Parker, ont été construits en aval ;
- enfin, cela ne suffisant pas, le Californian aqueduc a été construit dans les années 1960, et alimente Los Angeles à partir des sources du Nord de la Californie ; il fait 700 km de long (équivalent de Paris-Montpellier), et passe par-dessus les montagnes par pompage.

Toutes ces infrastructures ont permis le développement de l'agriculture et des villes. Mais la Californie a aujourd'hui dépassé les limites de l'« équation géographique » (Jean-Christophe Victor), et utilise ses ressources naturelles au-delà de ce qui est supportable. Le lac Owens est aujourd'hui asséché depuis près de trente ans ; le Colorado n'est qu'un ruisseau quand il entre au Mexique, ce qui pose des problèmes de renouvellement de l'eau dans le golfe de Californie, qui est une mer presque fermée. Aujourd'hui, 50 % de l'eau consommée en Californie provient de l'extérieur de l'État, grâce à des infrastructures financées par l'État fédéral.
Mais ces approvisionnements externes sont eux aussi remis en cause : en effet, les droits de tirage de l'Arizona et du Nevada sur le barrage Hoover n'étaient pas utilisés, et ont donc profité à Los Angeles. Mais avec la croissance de villes comme Las Vegas, Tucson et Phoenix, c'est une nouvelle source qui se tarit. De plus, les écologistes font de plus en plus de procès pour la mauvaise utilisation des eaux, impropres à la consommation et faite de manière contraire aux lois fédérales. Enfin, de plus en plus de conflits naissent entre les compagnies des eaux, les agriculteurs (qui consomment 80 % de l'eau de Californie), les villes et l'État fédéral qui compte faire appliquer la loi.
Le développement de l'agriculture californienne, fondée sur une eau bon marché et une main-d'œuvre bon marché, est donc remis en cause. La fragilité du modèle californien se perçoit aussi dans le domaine énergétique (crise en 2003). Les autres problèmes sont les tensions communautaires (émeutes raciales à Los Angeles en 1992) et les grands incendies provoqués par les sécheresses à répétition. Pour pallier ces difficultés, le gouvernement de Californie s'est engagé dans une politique environnementale considérée comme la plus audacieuse du pays, notamment sur la réduction des GAS. Des campagnes pour limiter la consommation de l'eau sont mises en place. Des projets d'usines de dessalement de l'eau de l'océan Pacifique sont en cours.

## Structure de l’économie californienne

Répartition du PIB californien.

En 2007, les principaux secteurs par le nombre d’emplois sont le gouvernement (15,9 %), le commerce de détail (10,7 %), l’industrie (9,2 %), la santé et les services sociaux (8,7 %), la restauration (8,3 %). L’économie californienne est post-industrielle dans laquelle les services dominent : le secteur primaire représente 2,7 % des emplois, l’industrie 9,2 %  (2007). Le secteur manufacturier continue de perdre des emplois (-15,1 % entre 2001 et 2007).
L'immobilier, le gouvernement et les industries sont les activités qui créent le plus de richesse en valeur absolue (voir graphique).
Classement des entreprises californiennes dans les 100 premières entreprises américaines (2009)
| Nom                     | Secteur             | Rang mondial | Rang aux États-Unis | Chiffre d'affaires en milliards de $ | Siège social  |
| ----------------------- | ------------------- | ------------ | ------------------- | ------------------------------------ | ------------- |
| Chevron Corporation     | pétrole             | 5            | 3                   | 263                                  | San Ramon     |
| Hewlett-Packard         | informatique        | 32           | 9                   | 118                                  | Palo Alto     |
| McKesson                | pharmacie           | 42           | 14                  | 106                                  | San Francisco |
| Wells Fargo             | banque              | 141          | 44                  | 51                                   | San Francisco |
| Safeway                 | grande distribution | 173          | 54                  | 44                                   | Pleasanton    |
| Cisco Systems           | informatique        | 191          | 59                  | 39                                   | San Jose      |
| The Walt Disney Company | divertissements     | 201          | 62                  | 37                                   | Burbank       |
| Intel                   | informatique        | 202          | 63                  | 37                                   | Santa Clara   |
| Ingram Micro            | informatique        | 235          | 69                  | 34                                   | Santa Ana     |
| Northrop Grumman        | aérospatiale        | 239          | 71                  | 34                                   | Los Angeles   |
| Apple                   | informatique        | 253          | 73                  | 32                                   | Cupertino     |

### Secteur primaire

#### Mines et hydrocarbures

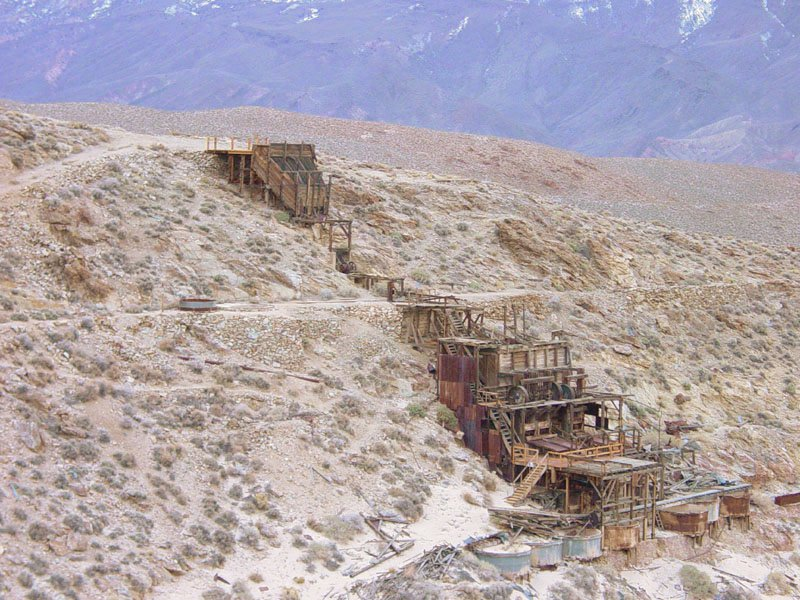
Ancienne mine d'or de Skidoo, dans la Vallée de la Mort en Californie.

La prospérité de la Californie dans la deuxième moitié du XIXe siècle est fondée sur l'exploitation des métaux précieux (or et argent), du pétrole et d'autres minerais comme le borax.
Le pétrole est extrait du sous-sol californien depuis la fin du XIXe siècle et les réserves diminuent rapidement. En 2004, la Californie était le quatrième État producteur de pétrole aux États-Unis avec 731 150 barils par jour. Elle doit en importer d’Alaska et de l’étranger pour couvrir ses besoins. En 1996, la production est d’environ 48 millions de tonnes par an. Les réserves d'or restent importantes, par exemple dans plusieurs secteurs de la Sierra Nevada, mais elles sont difficilement exploitables. Les autres productions sont le gaz naturel, le sable, le borax, le ciment, la soude et le sel Le sous-sol californien renferme également des terres rares, exploitées jusqu'en 2002 dans la mine de Mountain Pass, fermée en raison des préoccupations environnementales. Du fait de la restriction des exportations de terres rares par le gouvernement chinois, d'importants investissements ont été réalisés afin de remettre la mine californienne en production. En effet, le site abriterait les plus importantes réserves du territoire américain.

#### Production d'électricité
La Californie produit les trois quarts de l’énergie qu’elle consomme ; le reste est importé d’autres États américains ou du Canada et du Mexique. Alors que la population californienne représente 12 % de la population américaine, elle ne consomme que 7 % de l’électricité produite dans le pays ; ainsi, la Californie se trouve à la première place pour la rentabilité énergétique par personne. La production d'électricité de la Californie se répartit comme suit en 2016 : 43 % d'énergie renouvelable (dont 14 % d'hydraulique, 13 % de solaire, 7 % d'éolien, 6 % de géothermie, 3 % de biomasse), 9 % de nucléaire, 48 % de gaz naturel.

##### Énergies renouvelables
Les cours d'eau du Nord de l'État comptent plusieurs barrages hydroélectriques. Le barrage Hoover, situé dans le Nevada, fournit une partie de l'électricité de la Californie du Sud. L'État s'est engagé à limiter les émissions de gaz à effet de serre : les objectifs annoncés sont une diminution de 11 % avant 2010 et 87 % avant 2050.
En 2005, le gouverneur républicain Arnold Schwarzenegger signe le Senate Bill 76 : le budget de l'État de Californie finance à hauteur de 6,5 millions de dollars la construction de stations pour les véhicules roulant à l'hydrogène.
Grâce à son bon ensoleillement, la Californie développe l’énergie solaire : l’État abrite des collecteurs cylindro-paraboliques dont la puissance atteint 80 MW. Un projet de loi oblige les promoteurs immobiliers à installer un système d’énergie solaire sur 15 % des nouvelles maisons construites en Californie à partir de 2006. Il prévoit que, d’ici à 2010, 55 % des maisons seront équipées en panneaux solaires.

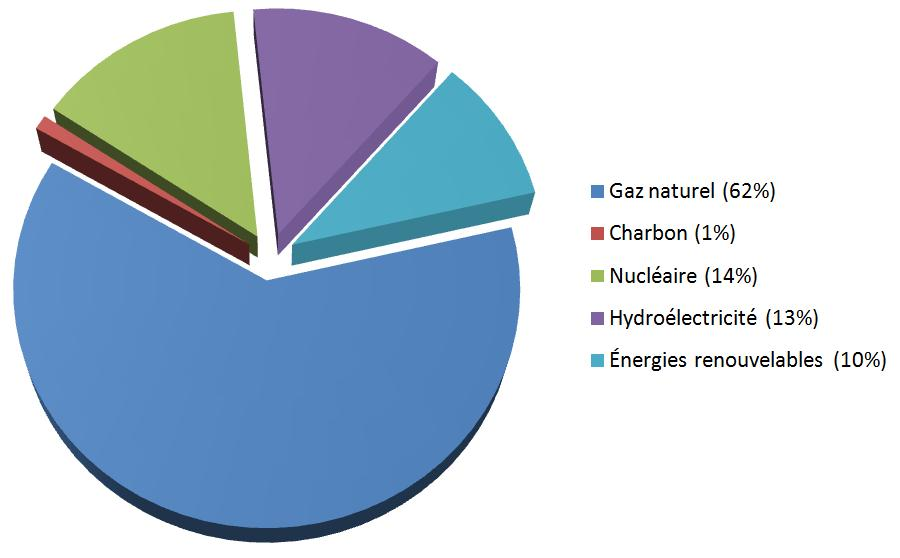
La production d'électricité en Californie.

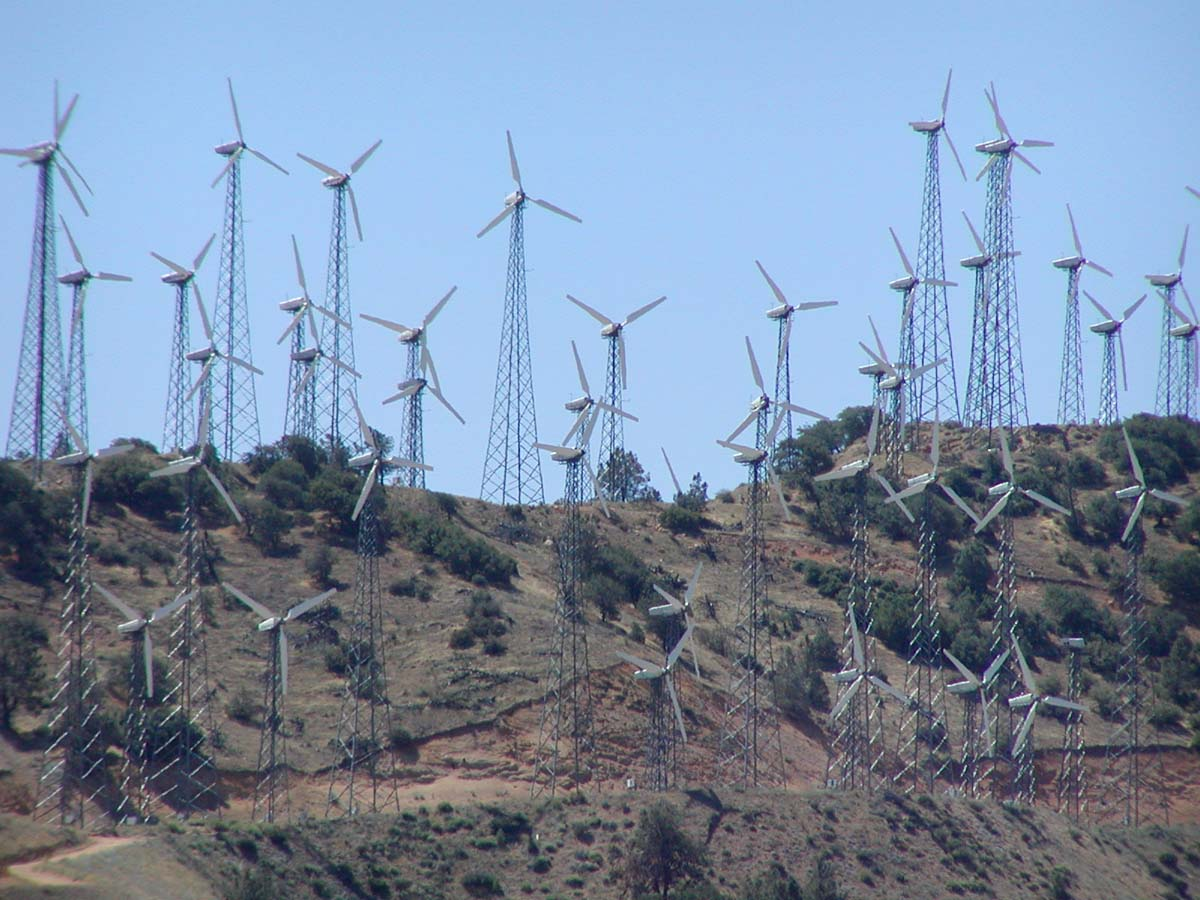
Champ d'éoliennes en Californie du Sud.

Le gouverneur Arnold Schwarzenegger avait fait campagne pour inciter à installer des systèmes solaires dans la moitié des maisons de l’État à partir de 2005.
Dès les années 1980, la Californie a été pionnière dans la production d'énergies renouvelables avec plusieurs parcs éoliens (Altamont Pass, Tehachapi Pass, comté de Solano). Elle est l’un des États américains où l’énergie éolienne est la plus développée avec une capacité de production de plus de 2040 MW installés en 2004. Depuis 2006, elle a été dépassée par le Texas. L'éolien ne produit que 1,5 à 2 % de l'électricité en Californie mais l'objectif est d'atteindre 20 % en 2030. Les principaux sites de production sont : 
- Altamont Pass, à l'est de San Francisco compte aujourd'hui plus de 4 800 éoliennes d'une capacité totale de 576 MW[43]. Il s'agit de la plus grande concentration d'éoliennes du monde[44].
- San Gorgonio Pass près de Palm Springs possède plus de 3 500 éoliennes[45] d'une capacité supérieure à 615 MW[40]
- Tehachapi Pass dans le comté de Kern (sud de la Californie) produit l'électricité nécessaire à 500 000 personnes[46].

#### Agriculture et pêche

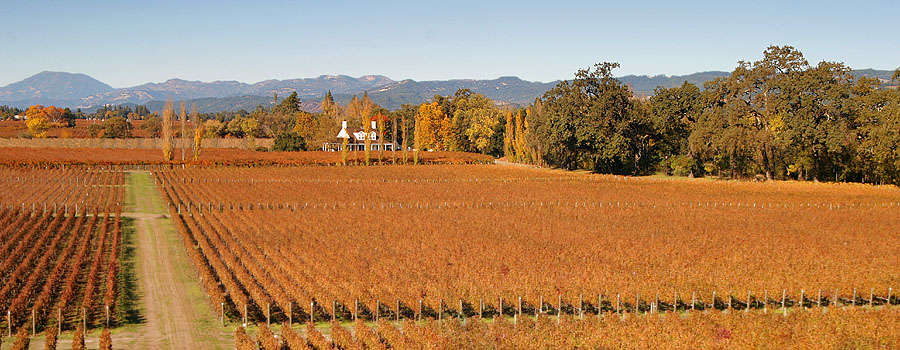
Un vignoble dans le comté de Napa.

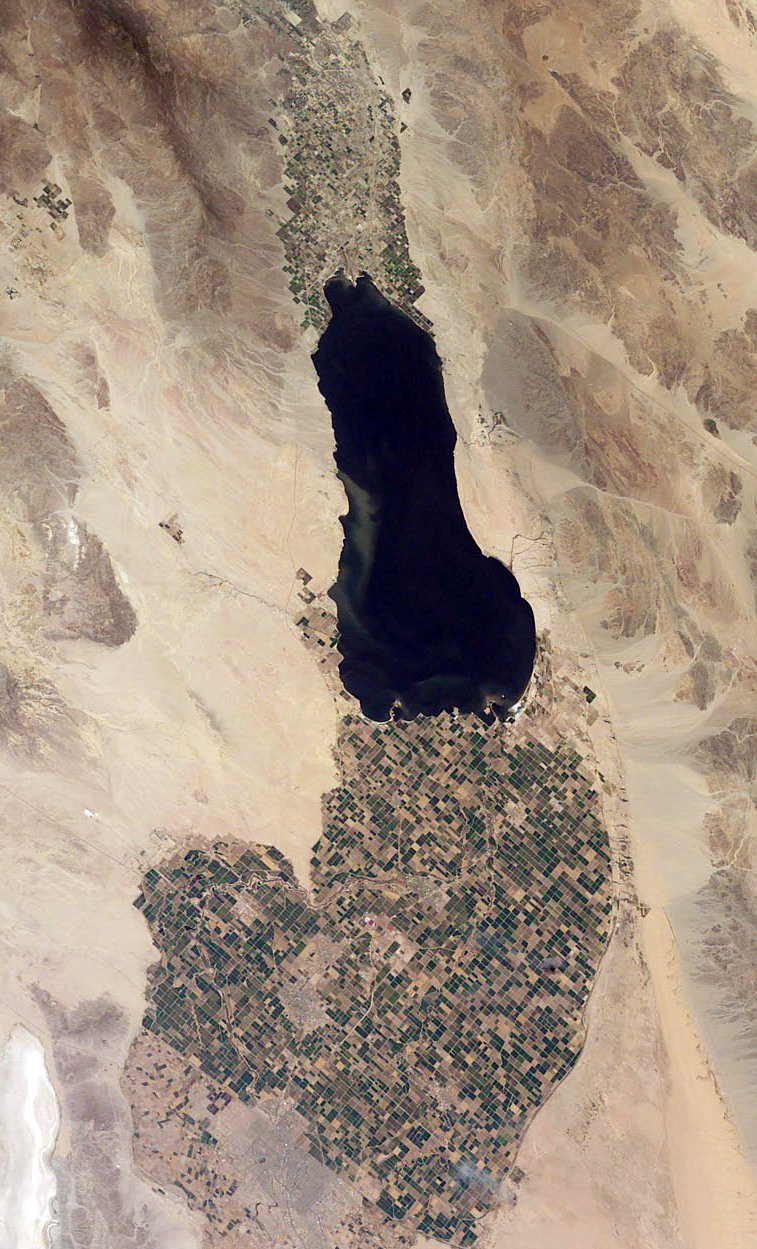
Image satellite de la vallée impériale. Des champs irrigués entourent le lac Salton.

L’agriculture de la Californie occupe la première place des 50 États américains en valeur (2008). L'État est le premier producteur de fruits, de légumes, de produits horticoles et laitiers. Les productions agricoles californiennes représentent 36,5 milliards de dollars soit 12,8 % de la valeur totale de l’agriculture américaine (2007). Les exportations de produits agricoles ont une valeur totale de 13,6 milliards de dollars (2008).
L'agriculture de la Californie, de type méditerranéen, est diversifiée : les principales productions sont (en valeur) les fruits (9,2 milliards de $), les légumes (6,2 milliards de $), la viande (5,7 milliards de $) et les produits laitiers (3,7 milliards de $). Les principaux produits exportés en valeur sont les noix, les fruits, les légumes et les produits laitiers. L'État est le deuxième producteur d’agrumes et de riz du pays,. Les fruits et légumes représentent un tiers de la production nationale. En 2000, le secteur agricole employait 408 000 personnes. Il donne du travail aux migrants saisonniers mexicains qui franchissent la frontière au moment des récoltes (braceros).
La production agricole californienne est moderne et productive. Elle dépend de l'irrigation, des capitaux et du marché intérieur. L'agriculture capitaliste, spécialisée et intégrée à l'agrobusiness, génère d'importants revenus. Depuis 1945, les cultures du coton, de la vigne et des tomates sont mécanisées.
Les terres arables représentent un quart du territoire californien soit environ 103 000 km2 (2007). Seulement 10 % du territoire est effectivement cultivé (38 302 km2), ce qui révèle le caractère intensif et moderne de l'agriculture. Ce chiffre reflète également l'importance des espaces contraignants (montagnes, déserts). 76,9 % des terres cultivées sont irriguées (2007). La taille moyenne d’une exploitation californienne est de 126,6 ha, mais 75 % des exploitations mesurent moins de 40,4 ha (2007). Les exploitants travaillent en relation avec les centres de recherche et l’université de Californie à Davis.
La Vallée Centrale de Californie est la principale région agricole : elle concentre près de la moitié de la production agricole de l'État. Elle bénéficie d’un sol plat, fertile et de nombreux cours d’eau. Elle est irriguée par un système complexe de canaux, de barrages et de pompes. Mais cette région vit sous la menace de la sécheresse en été. Les autres grandes régions agricoles se concentrent dans les vallées du littoral (comtés de Santa Barbara et Ventura), ou de l'intérieur (comté de San Bernardino-Riverside : vallée impériale, vallée de Coachella).
La vigne californienne, avec ses cépages nobles originaires du Bordelais, concurrence la vigne française et produit 90 % du vin américain. Elle est essentiellement cultivée dans la région du Wine Country, constitué par les vallées Napa et de Sonoma, au nord de San Francisco. 
L'élevage est très productif, d'ailleurs la Californie est exportatrice de viande, en particulier grâce aux feed lots.
La pêche reste dynamique à San Diego et San Francisco. Les poissons pêchés dans l’océan Pacifique sont le thon, le maquereau, la sole, la sardine, le calmar. L'aquaculture élève des truites et des saumons. La sylviculture est, avec le tourisme, l’activité principale des montagnes californiennes.
Quelques productions agricoles (2004, millions de tonnes) : 
- Raisin : 5,6 dont 2,8 pour le vin
- Coton : 2,4 (millions de balles)

| Produit                              | Production (millions de tonnes) |
| ------------------------------------ | ------------------------------- |
| Riz                                  | 50,7                            |
| Maïs                                 | 10,7                            |
| Fourrage                             | 9                               |
| Raisin                               | 5,6                             |
| Betterave à sucre                    | 1,9                             |
| Blé                                  | 1,08                            |
| Source 2004 : Department of finance, |                                 |

### Secteur secondaire
Les industries représentent 1,5 million d’emplois soit 9,6 % du total.
Les principales productions sont le matériel informatique, les produits chimiques et agro-alimentaires, les métaux, les équipements de transport.

Les États les plus industrialisés des États-Unis.
Les principales industries en Californie (2006).
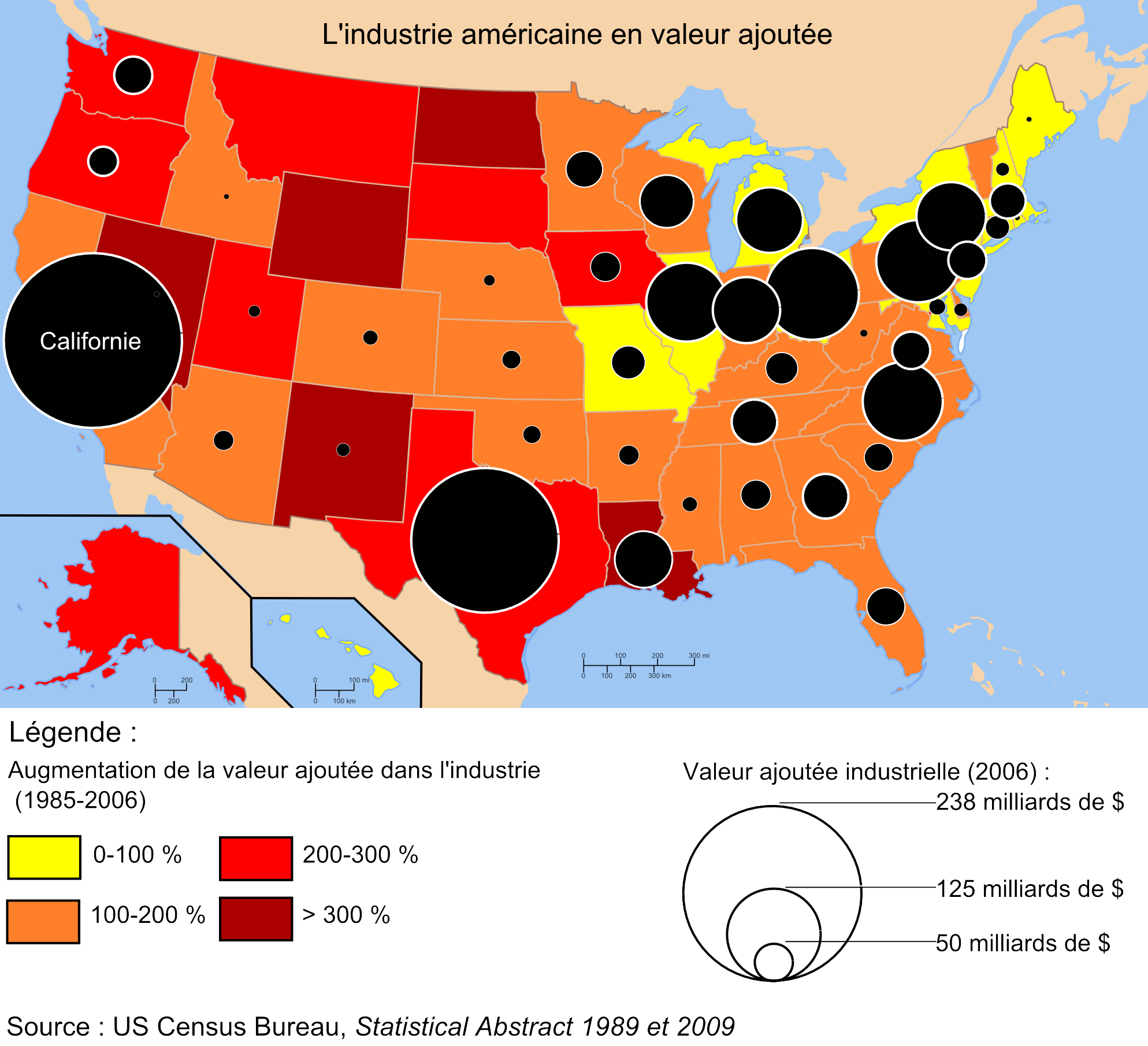
Valeur ajoutée de l'industrie aux États-Unis.
Les emplois industriels aux États-Unis.

#### Industries de pointe et armement

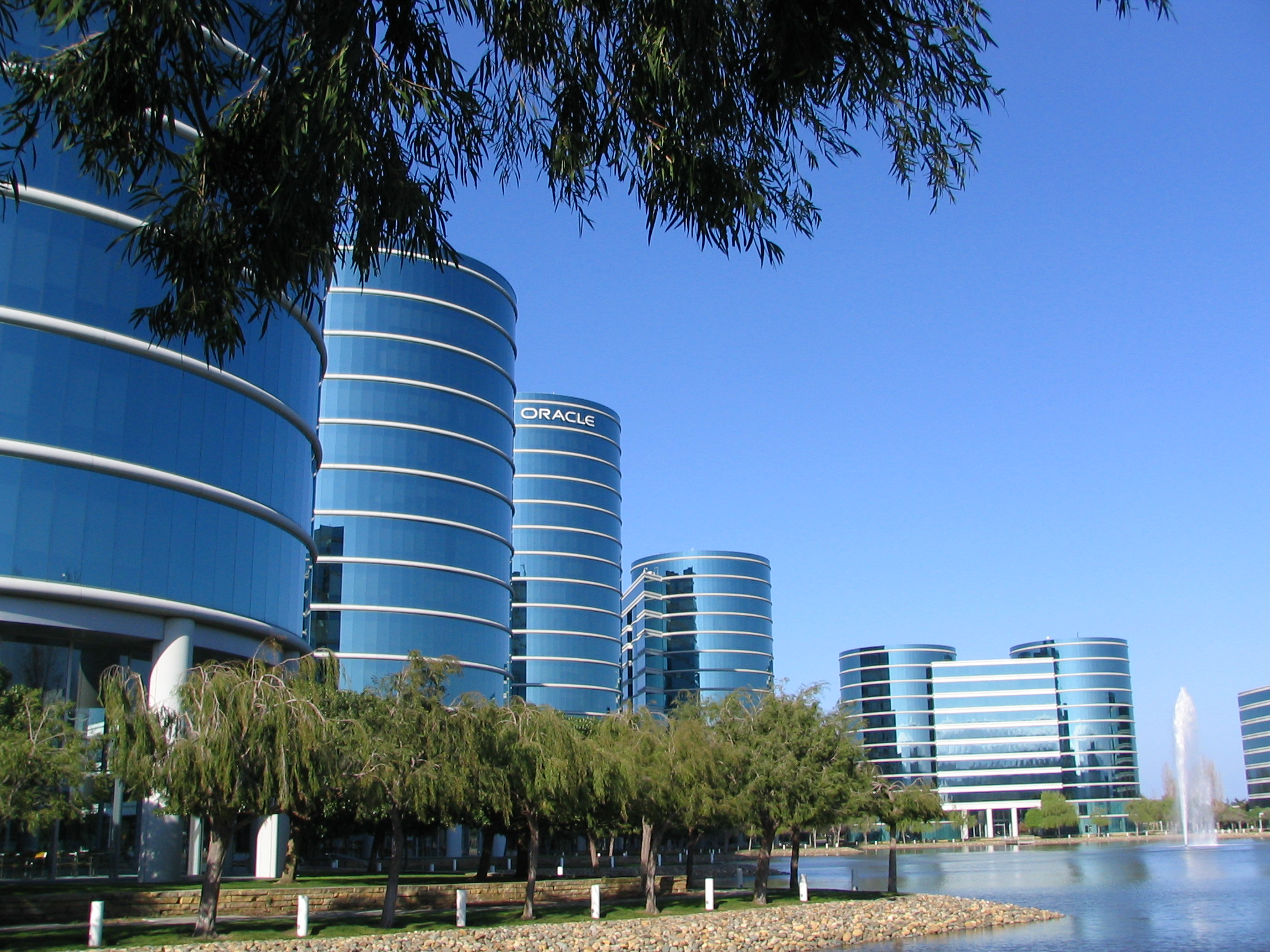
Le siège social d'Oracle, firme de haute technologie, dans la Silicon Valley.

La Californie est le premier État pour les hautes technologies, par le nombre d’employés (915 500 en 2003), le nombre d’entreprises (43 600 en 2003), la valeur des exportations (48 milliards de dollars en 2004) ainsi que les dépenses de RD (51 milliards en 2002) . Elle assure 25 % de la production américaine d’armement et d’ordinateurs. En valeur, l'industrie de l'électronique et des ordinateurs produit 34,8 milliards de dollars (2006).
La Silicon Valley, au sud de San Francisco, est ainsi le centre mondial de la micro-informatique, avec des sociétés comme Apple, Cisco, Nortel, Hewlett-Packard, du logiciel (Adobe) et du microprocesseur (Sun Microsystems, Intel). Le modèle de la Silicon Valley sert de référence dans le monde entier, si bien que l’on applique ce nom aux technopôles indiennes ou chinoises. D’autres technopôles existent aussi dans le reste de l’État (comté d’Orange, San Diego) et du pays.
Le complexe militaro-industriel est également prospère et soutenu par l'État fédéral : des entreprises comme Douglas, Hughes, Rockwell y ont leur siège et certaines de leurs usines. Le secteur de l’aérospatial emploie 200 000 personnes. Le climat du sud-est de la Californie permet de faire les essais en extérieur toute l’année ; les déserts offrent de grands espaces pour des bases discrètes. Enfin, cette région détient une position stratégique sur l'océan Pacifique. La base Edwards, dans le désert de Mojave, est le site d’atterrissage de la navette spatiale de la NASA. Plusieurs bases aéronavales de l’US Air Force (Camp Pendleton, Vandenberg base, San Diego) sont installées sur la côte méridionale et procurent des emplois à des centaines de personnes. Boeing emploie quelque 26 000 personnes en Californie, soit 16 % des effectifs totaux de l'entreprise aéronautique. Lockheed Martin possède un site de production à Palmdale. Northrop Grumman a son siège social à Los Angeles.
Ces deux secteurs de pointe de l'industrie californienne s'appuient sur des budgets de recherche et développement abondants : 20 % des dépenses de R&D des secteurs publics et privés effectuées aux États-Unis le sont en Californie. La Californie bénéficie en outre d'un réseau de formation qualité : les universités Stanford et de Berkeley sont mondialement réputées. De plus, le prestige des sociétés californiennes attire un personnel qualifié du monde entier, dont la Californie n'a pas à supporter les coûts de formation.

#### Automobile
L’automobile fait vivre des milliers de personnes. Les entreprises japonaises se sont installées pour contourner les barrières douanières (Toyota à Fremont). En amont, de nombreuses PME travaillent pour le secteur automobile.

#### Construction
Le secteur du BTP a longtemps été dynamique, mais il est frappé par la crise depuis 2008. Il est stimulé par l’afflux d’immigrants qui accroît la demande de logement. La construction de nouvelles autoroutes a décliné depuis les années 1970.

#### Industries lourdes
Les industries lourdes se concentrent dans les complexes industrialo-portuaires des grandes agglomérations (San Francisco et Los Angeles). Les principales raffineries se trouvent à Long Beach et dans la baie de San Francisco. Il existe un grand complexe sidérurgique à Fontana, près de Los Angeles.

#### Produits manufacturés
La situation de la Californie explique le développement des industries manufacturières comme le textile. L’État bénéficie de la proximité des maquiladoras mexicaines et de sa position sur l’océan pacifique, en face des nouveaux pays industriels asiatiques.

### Secteur tertiaire

#### Tourisme

Disneyland, dans l'agglomération de Los Angeles.

La Californie est une destination touristique de premier ordre. 13,4 millions de visiteurs étrangers sont venus dans l'État en 2008 : 6,7 millions de Mexicains, 1,2 million de Canadiens, 798 000 de Britanniques, 634 000 de Japonais. Le tourisme génère 924 000 emplois directs (2008) et rapporte plusieurs milliards de dollars de taxes à l'État de Californie.
La Californie offre de nombreuses possibilités : tourisme balnéaire sur les plages du Sud, vacances sportives (surf, nautisme, randonnées, chasse, pêche, dans les réserves naturelles et les parcs nationaux), tourisme culturel (musées de Los Angeles et de San Francisco) et tourisme hivernal grâce aux nombreuses stations de ski de la Sierra Nevada. Ce secteur reste une source importante de revenus. Les parcs d'attractions se concentrent dans le sud avec Disneyland et SeaWorld. Les parcs naturels attirent également de nombreux visiteurs (parc national de Yosemite, parc national de la vallée de la Mort).
San Francisco et Los Angeles sont des destinations touristiques de premier ordre. Elles sont bien desservies par des aéroports internationaux : celui de Los Angeles est le 5e mondial, celui de San Francisco, le 22e. Les deux villes concentrent des sites pittoresques (pont du Golden Gate, Hollywood), des musées et des parcs d'attraction. Le climat californien est un autre atout.

#### Production audiovisuelle

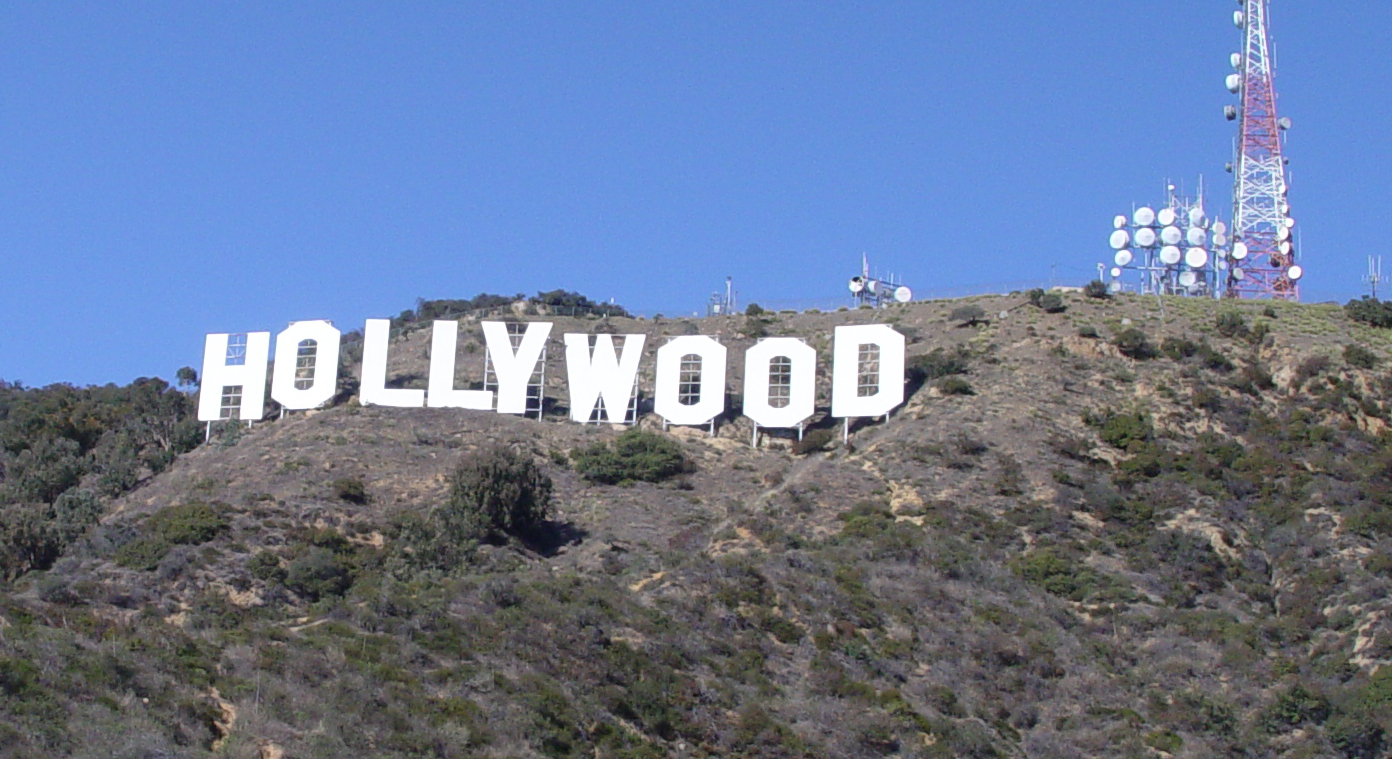
Hollywood exporte ses productions cinématographiques dans le monde entier.

L’agglomération de Los Angeles est connu mondialement pour son industrie des médias et du cinéma (Hollywood).

#### Commerce et transports
Le Japon est le principal partenaire commercial de la Californie. Le Canada occupe la deuxième position. La Californie est ouverte depuis longtemps sur le Pacifique. La Californie est le deuxième État derrière le Texas pour la valeur des exportations.
En 2007, les ports californiens ont exporté 159,5 milliards de $ de marchandises et importé 356,2 milliards. Le solde des échanges est négatif et l’écart entre importations et exportations se creuse. On retrouve la même situation de déficit commercial au niveau national. Le Mexique et le Canada, membres de l'ALENA concentrent à eux deux un quart des exportations californiennes. Les autres pays importateurs se situent en Asie orientale (Japon, Chine, Taïwan, Corée du Sud) et en Europe (Allemagne, Royaume-Uni).
Les principaux ports de Californie, Long Beach, Los Angeles et Oakland sont parmi les plus importants du pays. À eux trois, ils représentent 16,4 millions de conteneurs, soit 38,4 % du trafic américain (2008). Avec 77,9 millions de tonnes métriques, le port de Long Beach est le premier port californien, le troisième port américain  et le 55e port mondial pour le trafic total de marchandises (2007).. Pour le trafic par conteneurs, il est dépassé par le port de Los Angeles (7,8 millions d’EVP en 2008).
Les trois principaux nœuds routiers sont Sacramento, San Francisco et Los Angeles. Sacramento, la capitale de l’État, profite d’une position favorable : elle se situe sur le fleuve du même nom qui ouvre un passage vers San Francisco et Los Angeles. San Francisco occupe un site exceptionnel de baie et constitue une interface entre l’intérieur de l’État et l’océan Pacifique. Enfin, Los Angeles est le terminus de la route 66 et la première place aéroportuaire de l'Ouest américain.
| Produits                              | Exportations (millions de dollars) |
| ------------------------------------- | ---------------------------------- |
| Ordinateurs et produits électroniques | 43 709,7                           |
| Machines                              | 14 457,7                           |
| Équipements de transport              | 13 748                             |
| Produits chimiques                    | 10 429,6                           |
| Divers produits manufacturés          | 84 920,7                           |
| Produits agricoles                    | 6 725,6                            |
| Produits alimentaires                 | 5 860,4                            |

Trafic de conteneurs des dix premiers ports américains.
Trafic total des dix premiers ports américains.
Échanges commerciaux des ports californiens (1997-2007).

#### Services financiers et banques

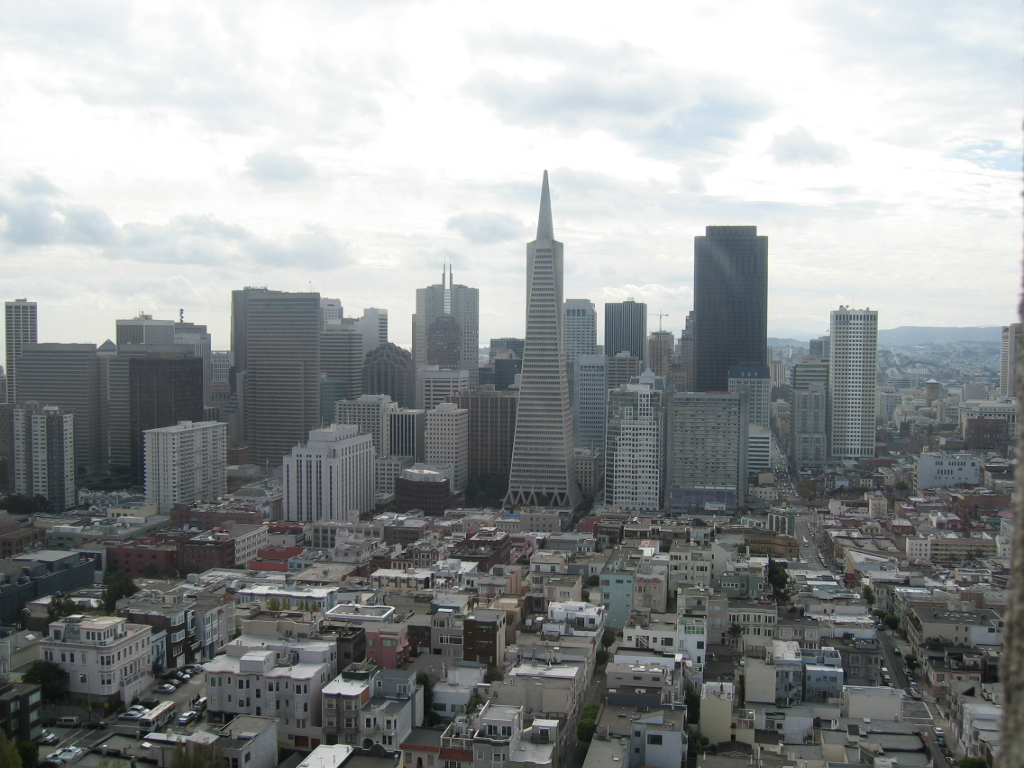
Le quartier des affaires de San Francisco concentre plusieurs sièges de banque.

Les services financiers et bancaires sont particulièrement développés dans les centres d'affaires des métropoles. Plus de 38 firmes ont leur siège social à San Francisco ou Los Angeles. Mais les bourses de commerce de ces deux métropoles comptent beaucoup moins que celle de Wall Street.

## Géographie économique

### Deux principaux pôles économiques

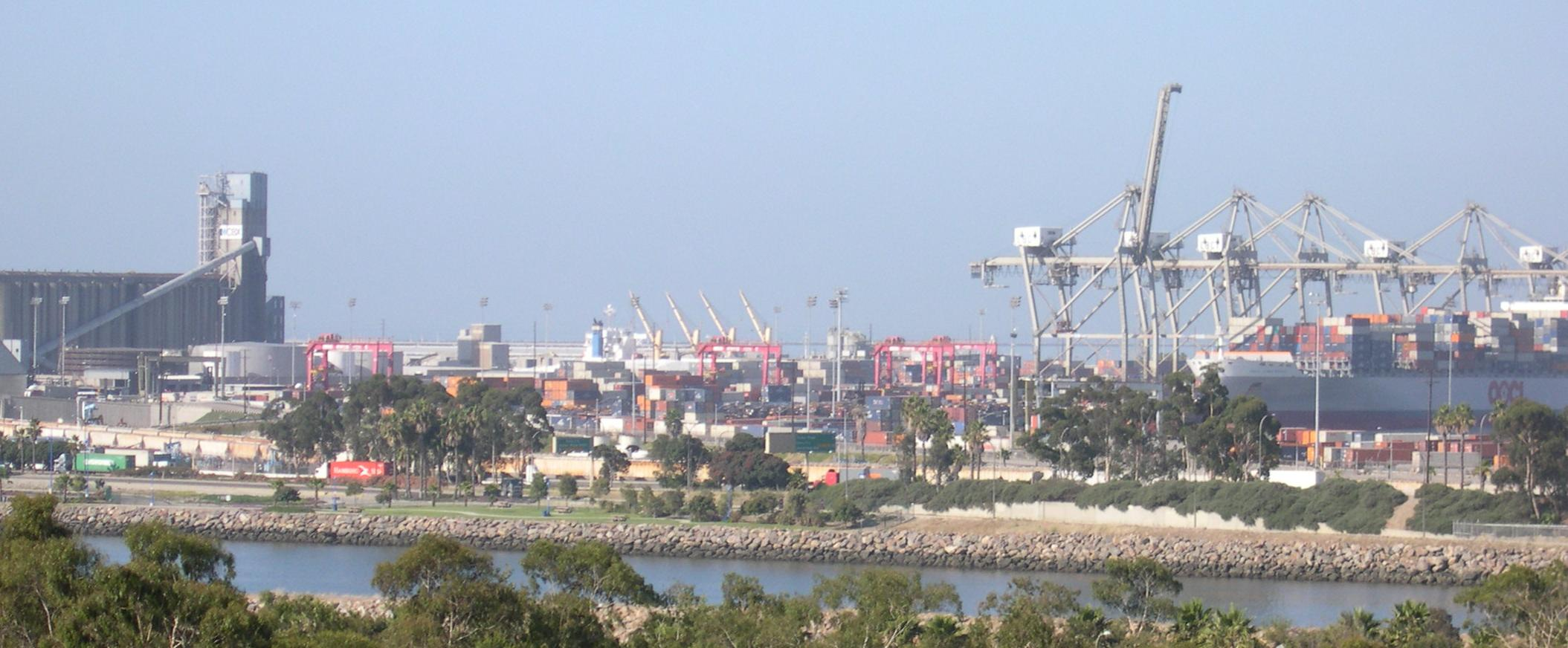
Le port de Long Beach.

Les deux métropoles californiennes concentrent l’essentiel des activités économiques de la région. La région la plus peuplée de l’État dépend de l’eau de la Sierra Nevada (San Francisco) ou du Colorado (Los Angeles).
Les deux villes ont développé une puissante industrie dont les produits sont envoyés par porte-conteneurs ou par voie terrestre. Los Angeles se distingue par la production des hydrocarbures, les industries lourdes et l’importance du complexe militaro-industriel. La région de San Francisco se spécialise dans la haute technologie avec le Silicon Valley.
Les deux villes partagent une vocation maritime : le port de Long Beach-Los Angeles est le premier port maritime américain avec un trafic de 107 millions de tonnes en 1998. Les importations du sud de l’État sont composées à 85 % de produits venant d’Asie. 230 milliards de dollars de marchandises passent par le port de Los Angeles-Long Beach, avec un taux de croissance de 15 % par an (données 2004). Le port d’Oakland, dans la baie de San Francisco, constitue une interface entre l’intérieur de l’État et les autres pays de l’océan Pacifique. Le secteur tertiaire est dominé par le tourisme et les services financiers dans les deux métropoles californiennes qui ont chacune un aéroport international.

### Les vallées: essentiellement agricoles

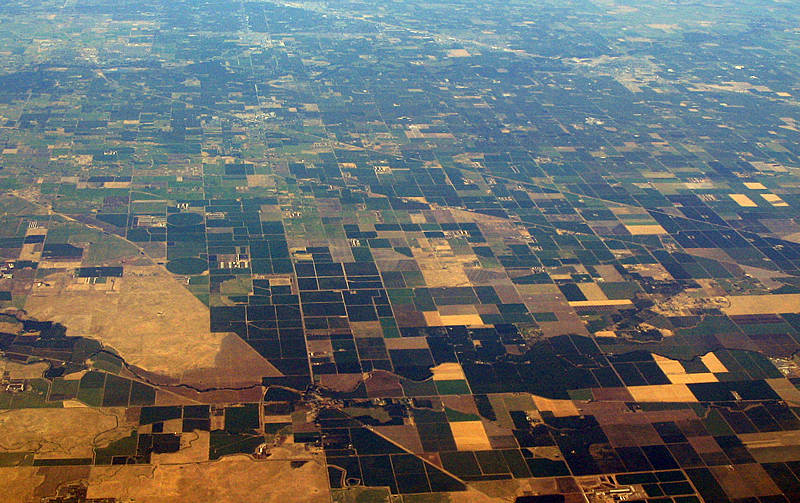
Photographie aérienne de la vallée centrale de Californie : l’agriculture intensive y est omniprésente.

La vallée centrale de Californie est la principale région agricole de l’État. Elle profite d’atouts naturels (terrain plat, climat favorable, présence de cours d’eau pour l’irrigation), humains (main d’œuvre mexicaine bon marché) et financiers (concentration des capitaux). Elle fait l’objet d’une exploitation agricole intensive, moderne et diversifiée. Les sols humides du plancher alluvial ont été drainés pour mettre en valeur de nouvelles terres. Dans le Sud, l’irrigation est nécessaire pour pallier le manque d’eau. Ainsi, 71 % des périmètres irrigués de Californie se trouvent dans la Vallée centrale. Une partie des produits agricoles sont mis en valeur sur place : exploitation viticole, conserveries, industries agro-alimentaires fournissent une part importante des emplois. L’autre partie est exportée, ce qui stimule le secteur économique des transports.
Les produits agricoles sont nombreux : le coton est cultivé dans le sud de la vallée, ainsi que la luzerne, l’orge et les légumes. La vallée du San Joaquin produit du raisin, des amandes et des agrumes. Plus au nord, la vallée du Sacramento produit des pêches, des prunes, des poires, du raisin, mais aussi des betteraves à sucre et des pommes de terre. Au nord de la baie de San Francisco, les comtés de Sonoma et Napa sont réputés pour leur production viticole : avec 16 millions d’hectolitres, ils assurent 90 % de la production de vin des États-Unis. Les autres activités économiques de la Vallée centrale sont le pétrole (raffineries de Bakersfield), les industries et les transports.
La vallée impériale produit sur des terres irriguées. La baie de Monterey, la vallée de la Salinas et la vallée de Coachella sont des régions agricoles secondaires.

### Le reste de l’État
Le reste de la Californie, moins peuplé, exploite ses ressources naturelles : les paysages préservés attirent les touristes et les citadins. La forêt (comtés d’Humboldt, Siskiyou et Shasta), l’élevage, l’exploitation des minerais et les sources d’énergie (hydroélectricité, géothermie), marquent l’économie de ces régions montagneuses. Les déserts du Sud-Est servent de base à l’armée américaine et à la NASA (Base Edwards, Goldstone Deep Space Communications Complex). Le littoral vit du tourisme et de la pêche (Eureka, Monterey, Santa Barbara). Dans le comté de San Luis Obispo se trouvent également plusieurs raffineries et une centrale nucléaire à Diablo Canyon.

### Sources et bibliographie
: document utilisé comme source pour la rédaction de cet article.
- Roger Brunet (dir.), Géographie universelle : États-Unis, Canada, Paris, Hachette-Reclus, 1992
- Jacques Bethemont, Jean-Michel Breuil, Les États-Unis, une géographie régionale, Masson-Armand Colin, Paris, 2e édition, 1996,  (ISBN 2-225-85021-6)